# New Zealand Breakers
I New Zealand Breakers sono una società cestistica avente sede ad Auckland, in Nuova Zelanda. Fondati nel 2003, giocano nella National Basketball League.
Disputano le partite interne nella Vector Arena, che ha una capacità di 12.000 spettatori.

## Palmarès
- National Basketball League: 4

2011, 2012, 2013, 2015